# Ermilo Abreu Gómez
Ermilo Abreu Gómez (Mérida, Yucatán, 18 de septiembre de 1894-Ciudad de México, 14 de julio de 1971) fue un escritor, historiador, periodista, dramaturgo y ensayista mexicano.

## Trayectoria

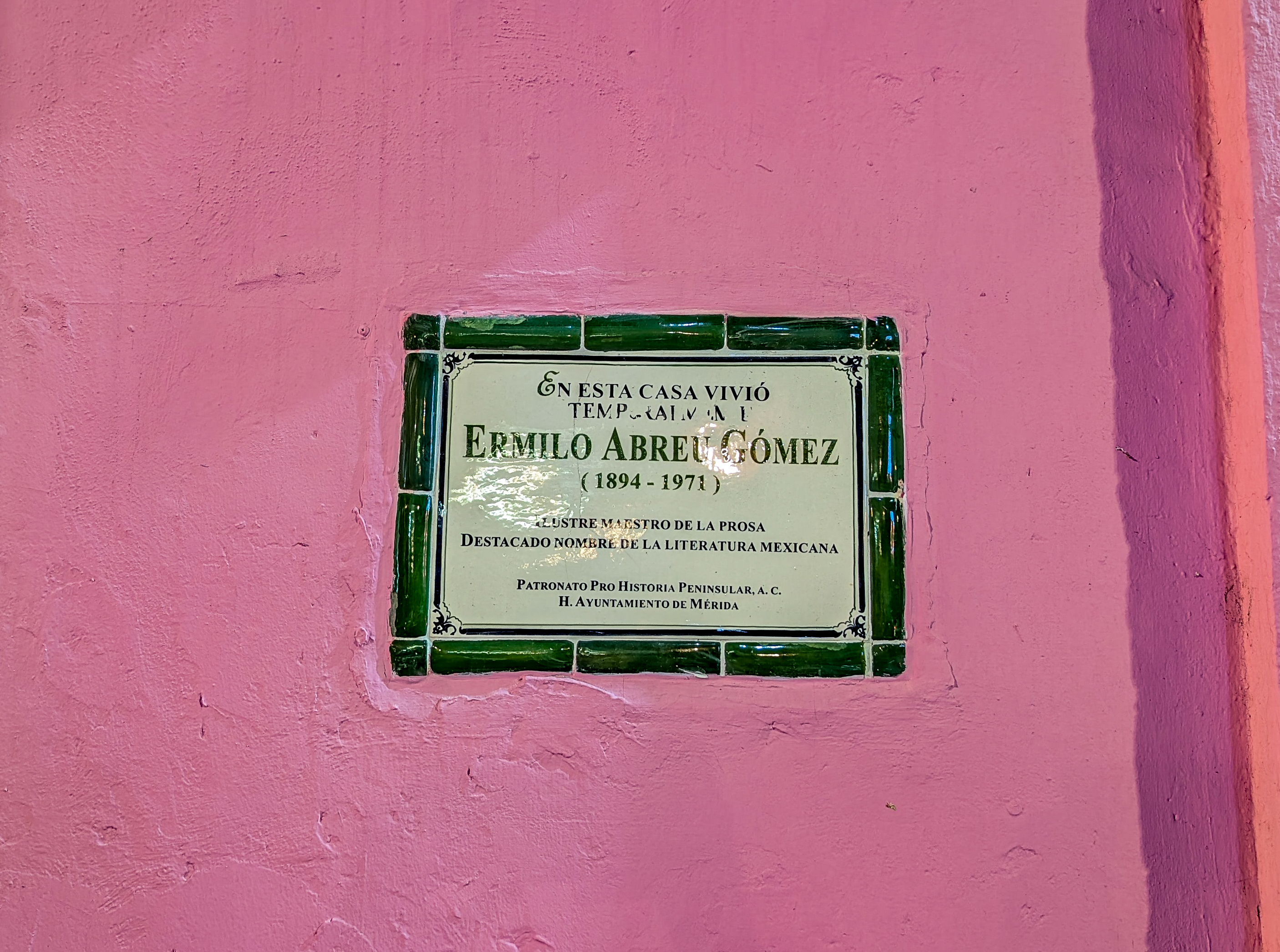
Placa de la casa donde vivió Ermilo Abreu Gómez en la calle 55 del centro de Mérida.

Realizó sus estudios en el Colegio Teresiano y en San Ildefonso de la ciudad de Mérida. El interés que despertó en él Sor Juana Inés de la Cruz, se convirtió en la pasión de su vida. Su edición crítica a las obras de la monja jerónima significaron el redescubrimiento de su obra para la literatura mexicana.
Publicó sus primeros artículos en el periódico La Verdad (Mérida, 1909) y en El amigo de la verdad (Puebla, 1911-1913). Colaboró para la Revista de Mérida en la cual publicó sus primeros cuentos. Escribió obras teatrales durante el apogeo del teatro yucateco de 1919 a 1926, destacando su obra La Xtabay. Se trasladó a México en donde fue inspector de teatros y colaboró para los periódicos El Heraldo de México, El Universal Ilustrado, El Nacional, Letras de México, El Hijo Pródigo y la Revista de Revistas. Algunos de sus estudios críticos fueron publicados por la revista de los Contemporáneos.
Impartió clases de Literatura en escuelas de secundaria y preparatoria, así como en la Escuela Normal Superior de México y en la Facultad de Filosofía y Letras de la Universidad Nacional Autónoma de México (UNAM). Por otra parte, fue jefe de la División de Filosofía y Letras del Departamento Cultural de la Unión Panamericana en Washington D. C.
Fue miembro de la Academia Mexicana de la Lengua desde 1963, en sustitución de Artemio de Valle Arizpe. 4
En la ciudad de Mérida, Yucatán, se encuentra una escuela primaria que lleva su nombre, la escuela se encuentra en la Colonia México Oriente en la calle 23, entre las calles 20 y 22.

## Obra
Su obra más conocida es Canek (1940), cuya temática es una recreación de un hecho real (1761) en la que se ve proyectada la sensibilidad del pueblo maya. Como una curiosidad, un comentario del autor sobre este libro, el cual mecanografió su esposa, fue: «¡Y las mejores páginas me las perdió Ninfa!»
Su obra literaria es muy variada y abundante, en la que destacan algunas como:
- La Xtabay (1919)
- El corcovado (1924)
- Clásicos. Románticos. Modernos (1934)
- Sor Juana Inés de la Cruz, bibliografía y biblioteca (1934)
- La ruta de Sor Juana (1938)
- Canek (1940)
- Héroes mayas (1942)
- Un loro y tres golondrinas (1946)
- Quetzalcóatl, sueño y vigilia (1947)
- Naufragio de indios (1951)
- La conjura de Xinum (1958)
- Cuentos para contar al fuego (1959)
- Diálogo del buen decir (1961)
- Leyendas y Consejas del Antiguo Yucatán (1961)